# Колосовский сельский совет (Кременецкий район)
Колосовский сельский совет (укр. Колосівська сільська рада) — входит в состав
Кременецкого района
Тернопольской области
Украины.
Административный центр сельского совета находится в 
с. Колосовая.

## Населённые пункты совета
- с. Колосовая
- с. Дворец
- с. Рудка